# Lón
Lón (in lingua islandese: Laguna) è una laguna situata nel settore orientale dell'Islanda. 

## Descrizione
Lón è una laguna situata nella regione dell'Austurland, nei fiordi orientali. È posizionata sulla costa meridionale.
La laguna è situata nella parte nord-orientale della baia di Lónsvík, circa 30 chilometri a nord-est del villaggio portuale di Höfn. Penetra per circa 3,5 km nell'entroterra ed ha una larghezza che arriva a 6,5 km nella parte settentrionale, ma che si restringe verso sud. È separata dal mare dal lungo cordone litorale Hvalnesfjara, che presenta un'apertura verso l'oceano solo nella parte meridionale, nei pressi di Þufa, a fianco dell'isolotto di Seleyri, dopo che la laguna si è fusa con il fiordo Lónsfjörður. 
Lón è anche il nome della zona alluvionale situata poco a sud della laguna, a est del fiume Jökulsá í Lóni.

## Vie di comunicazione
La Hringvegur, la grande strada statale ad anello che contorna l'intera Islanda, passa nell'entroterra della laguna superando con un ponte il fiume Ossurá.